# Регрессивное налогообложение
Регресси́вное налогообложе́ние (англ. Regressive tax) — система налогообложения, при которой средняя ставка снижается при увеличении облагаемой налогом величины. Это означает, что при увеличении доходов экономического агента, ставка падает, и, наоборот, растёт, если доход уменьшается.
Регрессивный налог налагает большее бремя (относительно ресурсов) на бедных, чем на богатых: существует обратная зависимость между ставкой налога и платежеспособностью налогоплательщика, измеряемой активами, потреблением или доходом. Эти налоги, как правило, снижают налоговое бремя людей с более высокой платежеспособностью, поскольку они больше переносят относительное бремя на людей с более низкой платежеспособностью.
Как правило, при регрессивном налогообложении, доходы делятся на части, каждая из которых облагается по своей ставке, то есть пониженные ставки действуют не для всего объекта налогообложения, а для его части, которая превышает предыдущую. Например, налоги, взимаемые в форме фиксированного процента на расходы, такие как НДС, или прямые фиксированные налоги, например подушный налог (poll tax) или лицензионный сбор за телевизоры в Великобритании, являются регрессивными по своему конечному результату.
Регрессивное налогообложение применяется в сфере импорта, торговли, производства товаров и услуг. Также по регрессивному принципу рассчитывается ряд специальных сборов, период налогообложения по таковым является разным. Так, например, в суде государственная пошлина на подачу заявления зависит от размеров имущественных требований истца.
Противоположностью регрессивному налогу является прогрессивный налог, при котором средняя налоговая ставка увеличивается по мере увеличения суммы, подлежащей налогообложению. Между ними находится фиксированный или пропорциональный налог, где ставка налога остается фиксированной не зависимо от суммы налогообложения.

## Критика
В числе преимуществ регрессивных ставок значительный мотивационный элемент. Стремление к применению к собственным доходам пониженных ставок заставляет работать более эффективно и стимулирует искать пути увеличения своих доходов. В условиях стабильного экономического роста такая модель может оказаться успешной и поможет увеличить поступления в бюджет.
На первый взгляд подобная система кажется несправедливой, так как более бедные люди несут более тяжелое налоговое бремя. Но глубинная идея регрессивного налогообложения в том, что возможность уплаты меньших налогов стимулирует людей во-первых, больше зарабатывать, а во-вторых, не уводить свои доходы «в тень». И в этом её важнейшее преимущество перед прогрессивной системой, для которой сокрытие официальных доходов и уклонение от уплаты налогов — основные проблемы.
В долгосрочной перспективе при наличии активного звена бедных трудоспособных граждан такой подход к налогообложению может спровоцировать вспышки недовольства у населения. Прежде всего этот налог поражает наименее защищённые слои населения.